# Flemingia sarmentosa
Flemingia sarmentosa är en ärtväxtart som beskrevs av William Grant Craib. Flemingia sarmentosa ingår i släktet Flemingia och familjen ärtväxter. Inga underarter finns listade i Catalogue of Life.